# もぎたての憂鬱
「もぎたての憂鬱」（もぎたてのゆううつ）は、2012年7月11日にユニバーサルシグマから発売された矢井田瞳の21枚目のシングル。

## 解説
- 前作同様、初回盤と通常版が用意され、初回盤にはミュージック・ビデオが収録されたDVDが付いている。
- ハイタッチ会参加応募券が封入された。ハイタッチ会は同年7月と8月に行われたライブ「矢井田瞳 夏の元気祭り 728・815」で開催された。当初は事前応募制であったが、会場でシングルを購入しても参加することができた。[1]

## 収録曲
| 全作詞・作曲: 矢井田瞳。 |                                                                            |          |            |              |      |
| #                        | タイトル                                                                   | 作詞     | 作曲・編曲 | 編曲         | 時間 |
| 1.                       | 「もぎたての憂鬱」(テレビ東京系「JAPAN COUNTDOWN」7月度エンディングテーマ) | 矢井田瞳 | 矢井田瞳   | 久保田光太郎 | 3:22 |
| 2.                       | 「LooP」                                                                   | 矢井田瞳 | 矢井田瞳   | 村田昭       | 4:34 |
| 3.                       | 「もぎたての憂鬱」(instrumental)                                           | 矢井田瞳 | 矢井田瞳   | 久保田光太郎 | 3:23 |
| 4.                       | 「LooP」(instrumental)                                                     | 矢井田瞳 | 矢井田瞳   | 村田昭       | 4:35 |

| #  | タイトル                                 | 作詞 | 作曲・編曲 | 監督 |
| -- | ---------------------------------------- | ---- | ---------- | ---- |
| 1. | 「もぎたての憂鬱」(ミュージック・ビデオ) |      |            |      |

## 収録アルバム
- panodrama (#1)